# Ad-hoc-Workflow
Ein Ad-hoc-Workflow ist ein Begriff aus der Informatik und dem Prozessmanagement. Er unterscheidet sich von einem normalen Workflow dadurch, dass er Änderungen im Ablauf während der Abarbeitung eines Geschäftsprozesses erlaubt. Im Gegensatz dazu ist der Ablauf eines Workflows in einem Prozessmodell fest definiert; er lässt keine Abweichung von diesem Modell zu.
Ein Ad-hoc-Workflow ist also im Vergleich zu einem Workflow flexibler. Dies erlaubt auf unvorhergesehene Ereignisse zu reagieren, Ausnahmesituationen zu behandeln oder aktiv Entscheidungen der am Prozess Beteiligten zu unterstützen.
Üblicherweise stellt ein Ad-hoc-Workflow eine Erweiterung eines Workflows dar, es handelt sich also nicht um ein Gegensatzpaar. Kriterien, um zwischen Workflow und Ad-hoc-Workflow zu unterscheiden sind insbesondere Wiederholungshäufigkeit und Determiniertheit. Ein 'normaler' Workflow hat eine hohe Wiederholungshäufigkeit und hohe Determiniertheit, während ein Ad-hoc-Workflow eine geringe Wiederholungshäufigkeit und eine geringe Determiniertheit aufweist.